# Sam Johnstone
Samuel Luke Johnstone (Preston, Inglaterra, Reino Unido, 25 de marzo de 1993) es un futbolista inglés que juega como guardameta en el Wolverhampton Wanderers F. C. de la Premier League de Inglaterra.

## Trayectoria

### Manchester United
Johnstone se unió al Manchester United a nivel de la academia; en la temporada 2010-11, fue número uno en la academia, donde compartió los honores de la temporada anterior. Anteriormente trabajó en una fábrica de pinturas llamada Dulux.

#### Oldham Athletic (Cesión)
El 26 de julio de 2011, Johnstone se unió a la League One al lado del  Oldham Athletic en calidad de préstamo, ya que ambos de sus porteros de primera elección "fueron dejados de lado por lesión. Hizo dos apariciones, tanto en los amistosos de pretemporada; un empate 0-0 en casa contra el  Burnley y una victoria 1-0 como visitante contra el  Fleetwood Town, antes de regresar a su club.

#### Scunthorpe United (Cesión)
El 9 de septiembre de 2011, Johnstone se unió a la League One al lado del  Scunthorpe United, en un préstamo de un mes después de que su primer portero Josh Lillis sufrió una lesión a largo plazo. Al día siguiente hizo su debut en el Glanford Park en el empate 1-1 contra el  Sheffield United. El 19 de octubre de 2011, Johnstone se dislocó el dedo durante una sesión de entrenamiento, haciendo que el  Scunthorpe United entrara en una búsqueda de emergencia de un portero una vez más. El 10 de noviembre de 2011, Scunthorpe extendió el préstamo hasta el 9 de diciembre de 2011, que se extendió luego al 10 de enero de 2012.

#### Walsall (Cesión)
El 20 de marzo de 2013, el Manchester United aceptó que Johnstone pase el resto de la temporada cedido al  Walsall. Johnstone mantuvo su portería a cero consecutivamente en sus primeros partidos y fue portero titular durante su préstamo.

#### Yeovil Town (Cesión)
El 17 de agosto de 2013, Johnstone fue cedido al  Yeovil Town por un período de tres meses. Hizo su debut el mismo día en una derrota por 2-0 contra el  Burnley, pero más tarde se confirmó que Johnston había sufrido una lesión en el dedo antes de su debut y volvió al Manchester United para el tratamiento.

#### Doncaster Rovers (Cesión)
El 31 de enero de 2014, Johnstone fue cedido al  Doncaster Rovers durante cuatro semanas. Con el primer arquero Ross Turnbull lesionado, Johnstone hizo su debut el día siguiente en el  Keepmoat contra el  Middlesbrough.  El 4 de abril de 2014, Johnstone acordó una extensión de préstamo hasta el final de la temporada 2013-14.

## Selección nacional
Johnstone hizo su debut con el equipo de Inglaterra sub-19 contra Eslovaquia sub-19 en septiembre de 2010.
También ganó la 2010 UEFA Euro sub-17, en la que él era el portero titular por delante de Jack Butland.
El 28 de mayo de 2013 fue convocado por el mánager Peter Taylor en la lista de 21 hombres para la Copa Mundial de la FIFA sub-20 2013. Hizo su debut el 16 de junio, en la victoria por 3-0 en un partido de preparación contra Uruguay sub-20.
El 6 de junio de 2021 debutó con la selección absoluta en un amistoso ante Rumania que ganaron gracias a un solitario gol de Marcus Rashford.

## Palmarés

### Títulos nacionales
| Título          | Club                    | País       | Año     |
| --------------- | ----------------------- | ---------- | ------- |
| Premier League  | Manchester United F. C. | Inglaterra | 2012-13 |
| Copa de la Liga | Manchester United F. C. | Inglaterra | 2016-17 |

### Títulos internacionales
| Título                      | Club (*)                | Sede          | Año     |
| --------------------------- | ----------------------- | ------------- | ------- |
| Campeonato de Europa Sub-17 | Inglaterra sub-17       | Liechtenstein | 2010    |
| Liga Europa de la UEFA      | Manchester United F. C. | Solna         | 2016-17 |

(*) Incluyendo la selección.